# Salt Bae
Salt Bae, né Nusret Gökçe le 9 août 1983 à Erzurum, est un chef cuisinier et boucher turc d’origine Kurde, célèbre pour sa manière d'assaisonner de la viande, qui est devenu un phénomène d'Internet en janvier 2017. Il est propriétaire de Nusr-Et, une chaîne internationale de restaurants.

## Biographie
Fils d’un mineur d’origine kurde, Nusret Gökçe arrête ses études à l’âge de 13 ans et commence à travailler dans un abattoir d’Istanbul. Boucher de formation, il part se former en Argentine avant de revenir à Istanbul où il ouvre son propre restaurant en 2010, Nusr-et. Quatre ans plus tard, un investisseur lui propose d'en faire une chaîne internationale.
En janvier 2017, une série de vidéos sous le nom de Salt Bae en fait en quelques semaines une célébrité d'Internet,,,,. Utilisant sa notoriété internationale, il ouvre de nombreux restaurants dans les mois suivants son buzz, entre autres à Miami à la fin de l’année 2017 et à New York en janvier 2018.
En septembre 2018, Salt Bae est vivement critiqué, notamment par le sénateur américain Marco Rubio, pour avoir réalisé une performance devant le président du Vénézuela Nicolás Maduro.
En 2019, le « boucher des stars » monte les marches du Festival de Cannes 2019 lors de la projection du film Le Traître de Marco Bellocchio.
Présent lors de la finale de la Coupe du monde de football 2022, Salt Bae descend sur la pelouse afin de célébrer le titre avec l'Albiceleste, ce dernier va alors être pris en photo avec certains joueurs et tenir le trophée de la Coupe du monde. Le chef cuisinier n'avait, en réalité, pas l'autorisation de se trouver sur le terrain ni de toucher la coupe, chose réservée à un groupe « très restreint » d'individus. À la suite de cet épisode, la FIFA annonce prendre des « mesures » à son encontre.
En juin 2023, l'enseigne de burgers que Salt Bae a ouverte en février 2020 à New-York ferme ses portes. Il était considéré par les critiques gastronomiques américains comme le pire restaurant new-yorkais.